# Pimelodus pohli
Pimelodus pohli és una espècie de peix de la família dels pimelòdids i de l'ordre dels siluriformes. Els mascles poden assolir els 15 cm de llargària total. Es troba a Sud-amèrica: conca del São Francisco (Brasil).